# Amphoe Tao Ngoi
Amphoe Tao Ngoi (Thai อำเภอ เต่างอย) ist ein Landkreis (Amphoe – Verwaltungs-Distrikt) der Provinz Sakon Nakhon. Die Provinz Sakon Nakhon liegt in der Nordostregion von Thailand, dem so genannten Isan.

## Geographie
Amphoe Tao Ngoi liegt im Süden der Provinz Sakon Nakhon und grenzt von Westen im Uhrzeigersinn gesehen an die Amphoe Phu Phan, Mueang Sakon Nakhon und Khok Si Suphan in der Provinz  Sakon Nakhon, an Amphoe Na Kae der Provinz Nakhon Phanom, an Amphoe Dong Luang der Provinz Mukdahan, sowie an Amphoe Na Khu der Provinz Kalasin.

## Geschichte
Amphoe Tao Ngoi wurde am 1. September 1978 als „Zweigkreis“ (King Amphoe) errichtet, indem man die beiden Tambon Tao Ngoi und Bueng Thawai aus der Amphoe Mueang Sakon Nakhon ausgliederte. 
Die Heraufstufung zu einer vollen Amphoe erfolgte am 19. Juli 1991.

## Verwaltung

### Provinzverwaltung
Der Landkreis Tao Ngoi ist in vier Tambon („Unterbezirke“ oder „Gemeinden“) eingeteilt, die sich weiter in 32 Muban („Dörfer“) unterteilen.
| Nr. | Name         | Thai    | Muban | Einw. |
| --- | ------------ | ------- | ----- | ----- |
| 1.  | Tao Ngoi     | เต่างอย  | 07    | 5.705 |
| 2.  | Bueng Thawai | บึงทวาย  | 10    | 5.405 |
| 3.  | Na Tan       | นาตาล   | 07    | 5.522 |
| 4.  | Chan Phen    | จันทร์เพ็ญ | 08    | 7.199 |

### Lokalverwaltung
Es gibt vier „Tambon-Verwaltungsorganisationen“ (องค์การบริหารส่วนตำบล – Tambon Administrative Organizations, TAO) im Landkreis:
- Tao Ngoi (Thai: องค์การบริหารส่วนตำบลเต่างอย)
- Bueng Thawai (Thai: องค์การบริหารส่วนตำบลบึงทวาย)
- Na Tan (Thai: องค์การบริหารส่วนตำบลนาตาล)
- Chan Phen (Thai: องค์การบริหารส่วนตำบลจันทร์เพ็ญ)